# Soforasläktet
Soforasläktet (Sophora) är ett växtsläkte i familjen ärtväxter med cirka 40 arter från varmtempererade områden på båda halvkloten. Tidigare fördes arterna i pagodträdssläktet (Styphnolobium) till soforasläktet.